# Elumalai
Elumalai là một thị xã panchayat của quận Madurai thuộc bang Tamil Nadu, Ấn Độ.

## Địa lý
Elumalai có vị trí 9°52′B 77°42′Đ / 9,87°B 77,7°Đ Nó có độ cao trung bình là 208 mét (682 feet).

## Nhân khẩu
Theo điều tra dân số năm 2001 của Ấn Độ, Elumalai có dân số 14.030 người. Phái nam chiếm 50% tổng số dân và phái nữ chiếm 50%. Elumalai có tỷ lệ 56% biết đọc biết viết, thấp hơn tỷ lệ trung bình toàn quốc là 59,5%: tỷ lệ cho phái nam là 67%, và tỷ lệ cho phái nữ là 45%. Tại Elumalai, 10% dân số nhỏ hơn 6 tuổi.